# Лужицкий альянс

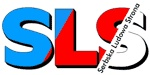
Прежний лого партии (до 2010 года)

Лужицкий альянс (в.-луж. Łužiska Alianca н.-луж. Łužyska Alianca нем. Lausitzer Allianz) — региональная политическая партия, действующая в Германии в федеральных землях Саксония и Бранденбург и представляющая интересы лужицкого народа.

## История
Современный Лужицкий альянс является преемником Лужицкой народной партии (Serbska Ludowa Strona), которая была основана 2 ноября 1919 года под первоначальным наименованием «Łužiska Ludowa Strona» (Lausitzer Volkspartei). В 1924 году партия получила новое название «Сорбская/Вендская народная партия» — «Serbska Ludowa Strona» (Wendische Volkspartei). Партия представляла политические интересы лужицкого народа и требовала признания равноправия для лужичан в общественной жизни Германии. Первым председателем партии был лужицкий общественный деятель Арношт Барт-Брезинчанский. Партия разработала программу, предполагающую мирное сосуществование лужицкого и немецкого народа и призывающую внести в законодательство положения, предписывающие государственное и культурное равенство лужицкого народа.
В 1920 году из партии вышел Политический комитет Общества святых Кирилла и Мефодия, которого не устраивала политическая программа партии, не соответствовавшая политической линии христианских демократов Германии. В 1924 году Лужицкая народная партия вступила в Союз национальных меньшинств Германии, где её интересы представлял писатель Ян Скала. В 1924 году председателем партии был Якуб Лоренц-Залеский, который был на этом посту до 1933 года, когда деятельность партии была запрещена нацистами. В 1925 году Лужицкая народная партия сформировала Национальный совет вместе с культурно-общественными организациями «Домовина» и «Матица сербская».
8 сентября 1946 года в пункте № 3 итогового документа съезда «Домовины» было выдвинуто предложение воссоздать Лужицкую народную партию, однако это решение не было осуществлено из-за отказа правящих коммунистических властей и советской оккупационной администрации.
Партия под прежним наименованием «Serbska Ludowa Strona» (SLS) была воссоздана после объединения Германии на Учредительном съезде в Котбусе, который состоялся 26 марта 2005 года. На III съезде партии, который состоялся 26 апреля 2010 года, партия была переименована в Лужицкий альянс. На этом съезде было провозглашено, что партия придерживается центристских положений и является открытой для принятия в свои ряды на правах коллективных членов различных лужицких общественных и политических движений.
С марта 2009 года партия участвует в качестве наблюдателя в Европейском свободном альянсе.

## Организационная структура
Высшим органом партии является съезд, который собирается один раз в два года. В период между съездами действуют Генеральный совет и Исполнительный комитет. Генеральный совет, избираемый на очередном съезде, отвечает за управление партией в период между съездами. Исполнительный комитет состоит из различных отделов, которые исполняют решения съезда.
Лужицкий Альянс подразделяется на две региональные ассоциации по географическому признаку в Нижней Лужице и Верхней Лужице. Эти две ассоциации в свою очередь подразделяются на местные организации.
В настоящее время председателем партии является Ханнес Вильгельм-Келль.